# Allogalathea elegans
Galathée des Chrinoïdes, Galathée élégante
Espèce
Allogalathea elegans est une espèce de petits crustacés décapodes de la famille des galathées. Allogalathea elegans est communément nommée Galathée des crinoïdes ou Galathée élégante.

## Description
Allogalathea elegans possède un céphalothorax, c'est-à-dire que la tête et le thorax sont réunis en une seule partie comme c'est le cas pour de nombreux arthropodes, en forme de goutte. L'extrémité de cette dernière correspond au rostre de l'animal dont les yeux pédonculés sont positionnés de chaque côté.
Les chélipèdes ou la première paire de pattes avant est dotée de pince et sont plus longues que l'animal. La dernière paire de pattes est atrophiée. Le corps et surtout les pattes sont couverts de petits poils.
La taille de l'animal varie selon le sexe, en effet les femelles sont plus grandes que les mâles mais le corps, sous-entendu le céphalothorax, ne dépasse jamais les 2 cm.
La coloration de l'animal est variable et est en accord avec les teintes de son hôte mais pas systématiquement. Elle peut être uniforme et variée du noir, au rouge, au violet sombre, à l'orange ainsi qu'au brun. Mais en général, les individus observés ont des bandes longitudinales dont l’épaisseur, le nombre et la teinte varient.

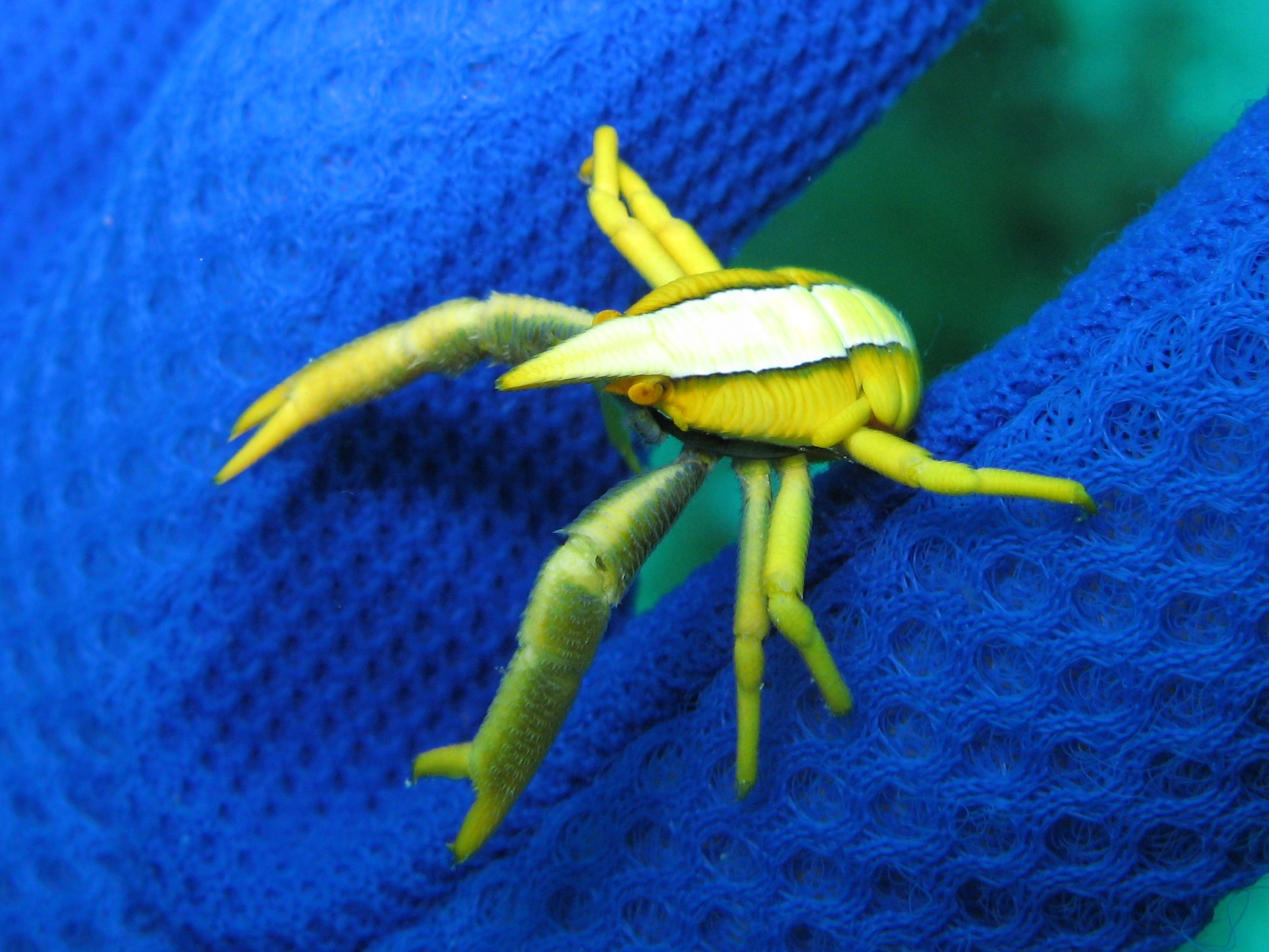
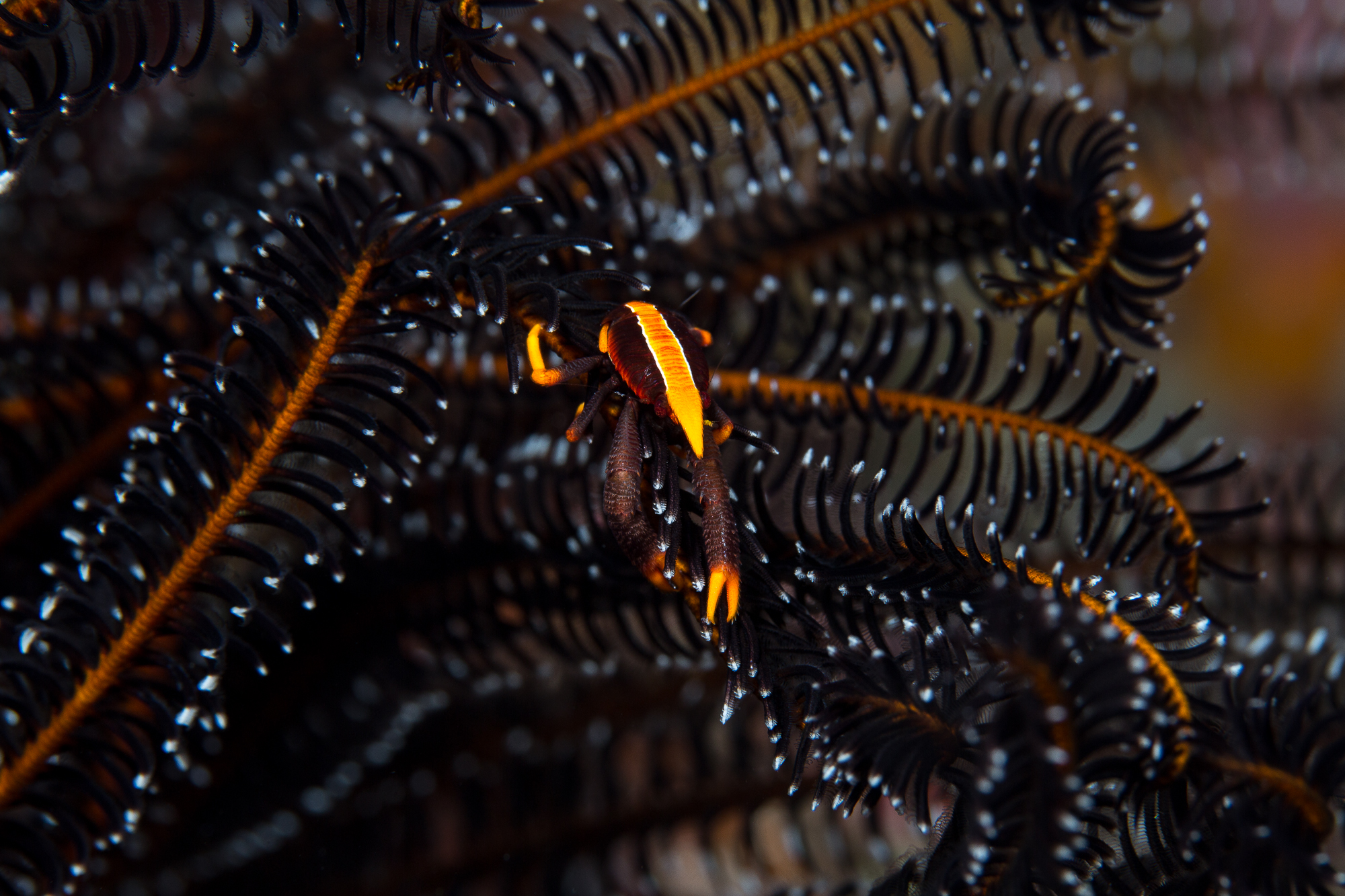
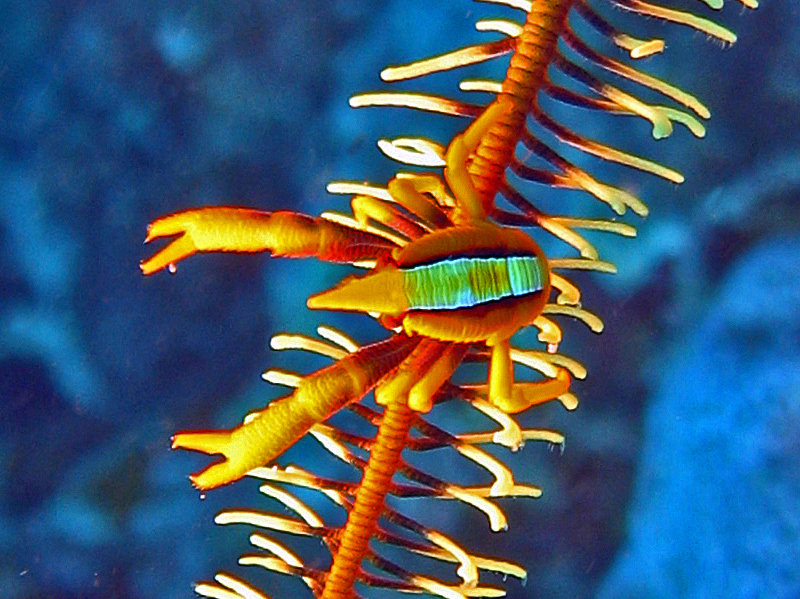

## Distribution
Allogalathea elegans se rencontre dans les eaux tropicales du bassin Indo-Pacifique, Mer Rouge incluse.

## Habitat
Allogalathea elegans est considérée comme une espèce commensale des crinoïdes dans lesquelles elle trouve refuge et nourriture. Toutefois, si l'animal peut vivre hors de son hôte, son espérance de vie sera plus courte car elle ne sera plus à l'abri des prédateurs.

## Alimentation
Allogalathea elegans se nourrit de plancton tout en profitant de son hôte qui a un régime alimentaire identique et qui se positionne toujours dans les meilleures zones de captage pour le plancton pour se nourrir.

## Comportement
Allogalathea elegans vit en général en couple sur son hôte. Son observation n'est pas toujours aisée car soit l'animal s'expose dans la crinoïde quand tous les deux sont en phase de nourrissage, soit il se cache au niveau du pied griffu de son hôte.

## Publication originale
Adams, A. & White, A. (1848) Crustacea. In: Adams, A. (Ed.) The Zoology of the voyage of the HMS "Samarang" under the command of Captain Sir Edward Belcher, C.B., F.R.A.S., F.G.S., during the years 1843-1846. Benham and Leeve, London, p. 1–66, 13 pls.